# Asterix och tvedräkten
Asterix och tvedräkten (franska: La Zizanie) är det femtonde albumet om Asterix, författat av René Goscinny och tecknat av Albert Uderzo. Det publicerades första gången 8 januari–4 juni 1970 som en följetong i nummer 531–552 av tidningen Pilote. Seriealbumet utkom också 1970.

## Handling
Julius Caesar försöker starta interna konflikter mellan gallerna för att få den lilla byn på fall. Detta sker genom att tillgripa hjälp från en man – Semper Batallius (Tullius Détritus i det franska originalet) – med osviklig talang att få omgivningen att bli osams.